# Dominik Uher
Dominik Uher (* 31. Dezember 1992 in Frýdek-Místek, Tschechoslowakei) ist ein deutsch-tschechischer Eishockeyspieler, der seit Juli 2025 bei den Kölner Haien aus der Deutschen Eishockey Liga (DEL) unter Vertrag steht und dort auf der Position des Centers spielt. Zuvor verbrachte Uher insgesamt sieben Spielzeiten bei den Fischtown Pinguins Bremerhaven in der DEL.

## Karriere

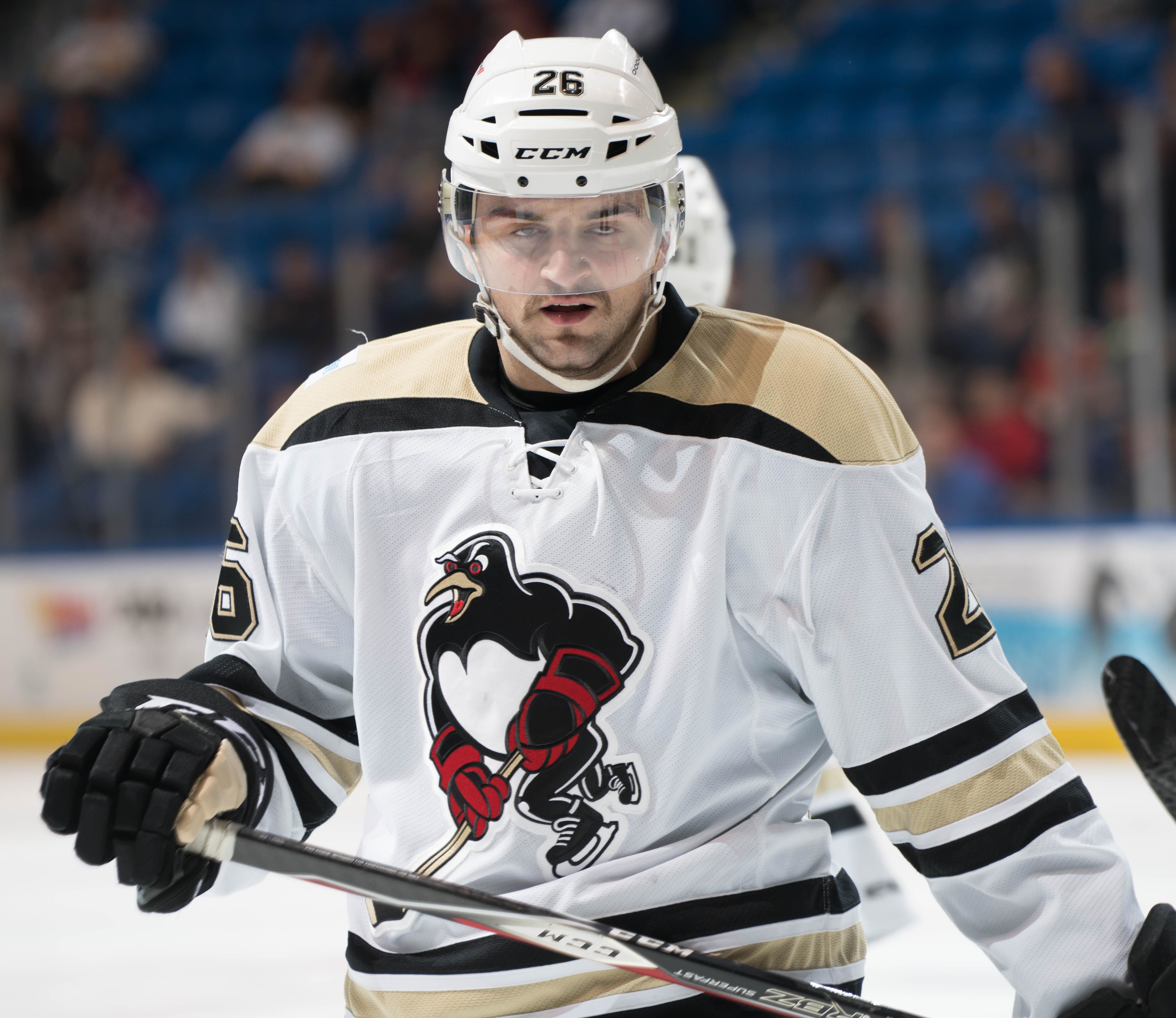
Uher im Trikot der Wilkes-Barre/Scranton Penguins (2015)

In seiner Jugend spielte Uher in den tschechischen Jugendligen und wusste dort stets zu überzeugen. Im Jahre 2009 wagte Uher den Schritt in die Western Hockey League (WHL) und war dort bei den Spokane Chiefs aktiv. Nachdem er beim NHL Entry Draft 2011 ausgewählt worden war, verbrachte er noch eine Saison bei den Spokane Chiefs, bis er in die Organisation der Pittsburgh Penguins wechselte und in der American Hockey League (AHL) für die Wilkes-Barre/Scranton Penguins oder in der ECHL für die Wheeling Nailers spielte. In der Saison 2014/15 durfte Dominik Uher in zwei Spielen für die Pittsburgh Penguins in der National Hockey League (NHL) auflaufen.
Im Sommer 2016 wechselte Uher zurück nach Tschechien zum HC Sparta Prag und absolvierte dort zwei Spielzeiten. Nach einer durchwachsenen Saison 2017/18 in Tschechien unterschrieb Uher einen Vertrag bei den Fischtown Pinguins Bremerhaven und spieltab diesem Zeitpunkt in der Deutschen Eishockey Liga (DEL). Mit dem Team erreichte er in der Spielzeit 2023/24 mit dem Gewinn der Vizemeisterschaft den bis dato größten Erfolg der Bremerhavener Vereinsgeschichte. Nach insgesamt sieben Jahren erhielt der gebürtige Tscheche keinen neuen Vertrag in Bremerhaven, woraufhin er sich im Juli 2025 dem Ligakonkurrenten Kölner Haie anschloss.

### International
Mit den tschechischen Juniorennationalmannschaften nahm Uher an der U18-Junioren-Weltmeisterschaft 2010 und der U20-Junioren-Weltmeisterschaft 2012 teil. Dabei kam er auf zwölf WM-Einsätze, in denen er fünfmal punktete. Eine Medaille konnte er mit den Auswahlmannschaften nicht gewinnen.
Sein Debüt in der tschechischen Nationalmannschaft feierte der Stürmer in der Saison 2017/18, als er zu zwei Einsätzen in Testspielen kam.

## Erfolge und Auszeichnungen
- 2024 Deutscher Vizemeister mit den Fischtown Pinguins Bremerhaven

## Karrierestatistik
Stand: Ende der Saison 2024/25

### International
Vertrat Tschechien bei:
- U18-Junioren-Weltmeisterschaft 2010
- U20-Junioren-Weltmeisterschaft 2012

(Legende zur Spielerstatistik: Sp oder GP = absolvierte Spiele; T oder G = erzielte Tore; V oder A = erzielte Assists; Pkt oder Pts = erzielte Scorerpunkte; SM oder PIM = erhaltene Strafminuten; +/− = Plus/Minus-Bilanz; PP = erzielte Überzahltore; SH = erzielte Unterzahltore; GW = erzielte Siegtore; 1 Play-downs/Relegation; Kursiv: Statistik nicht vollständig)